# Conrad Brann
Conrad Max Benedict Brann (* 20. Juli 1925 in Rostock; † 23. Juni 2014 in Maiduguri) war ein deutsch-britischer Sprachwissenschaftler.

## Leben
Brann studierte in Hamburg, Rom, Oxford, Paris und Brügge Sprachwissenschaften und Internationale Beziehungen. Er lehrte Englische Sprache an der Universität Hamburg und war von 1958 bis 1965 in der Verwaltung der UNESCO tätig. Ab 1966 lebte Brann in Nigeria. Er war Begründer und seit 1977 Leiter des Department of Languages and Linguistics an der Universität Maiduguri.

## Ehrungen
- 1990: Verdienstkreuz am Bande der Bundesrepublik Deutschland
- 1999: Festschrift in Honour of Conrad Max Benedict Brann, University of Maiduguri